# Тванг
Тванг или твенг (англ. twang — «гнусавость») — звукоподражание, первоначально использовавшееся для описания звука вибрирующей тетивы лука после того, как стрела выпущена. В более широком смысле тванг — это вибрация, производимая при щипке струны музыкального инструмента, и подобные звуки. Этот термин стал применяться к носовому вокальному резонансу и исторически использовался для описания «неприятного резонанса». Позже этот термин стал более широко ассоциироваться с региональными диалектами.
Использование этого термина включает:
- Особый резкий вибрирующий звук, характерный для некоторых электрогитар.
- Высокочастотный певческий звук, особенно характерный для певцов кантри. Обеспечивается более высокий вокальный диапазон, чем это было бы возможно при использовании стандартной гортанной техники, и может использоваться как альтернатива пению фальцетом. Успешность исполнения твангом во многом зависит от анатомических особенностей человека[3]. Тванг бывает оральный или гортанный, во время которого звук резонирует во рту, и назальный, когда резонатором выступает носоглотка[4].